# Opius mundus
Opius mundus är en stekelart som först beskrevs av Forster 1862.  Opius mundus ingår i släktet Opius och familjen bracksteklar. Inga underarter finns listade i Catalogue of Life.